# William Barnes (Dichter)

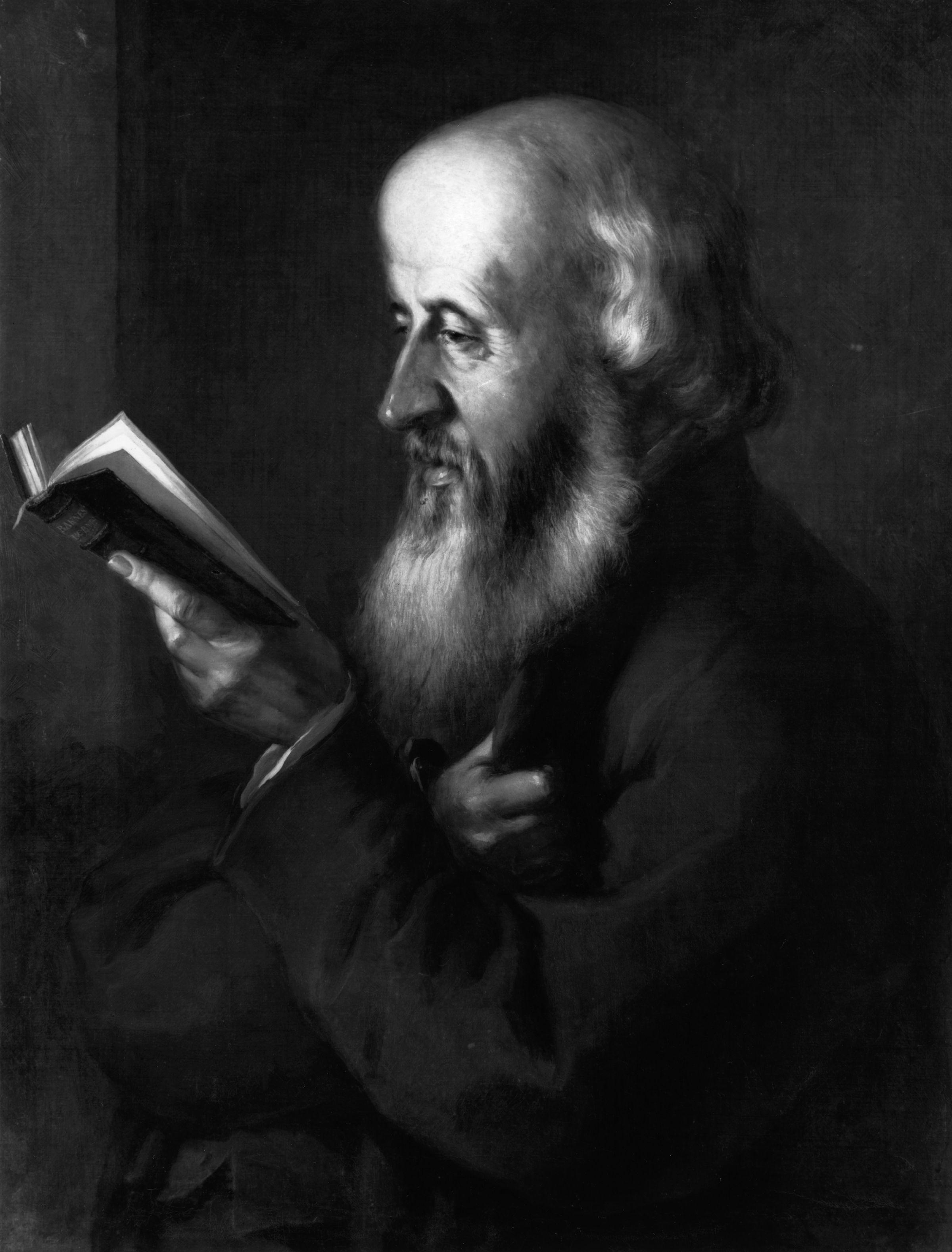
William Barnes

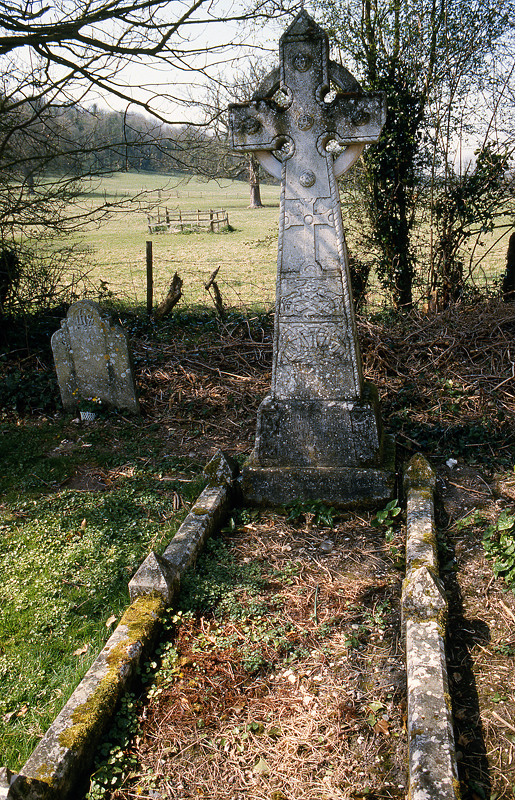
Barnes’ Grab auf dem Sankt-Peter-Friedhof in Winterborne Came

William Barnes (* 22. Februar 1801 bei Sturminster Newton, Dorset; † 7. Oktober 1886 in Winterborne Came, Dorset) war ein englischer Dialektdichter, Schriftsteller und Philologe.

## Leben
William Barnes stammte aus einer ärmlichen Bauernfamilie. Ab 1823 arbeitete er als Lehrer an verschiedenen Landschulen in Dorset. Erst 1837 nahm er ein Theologiestudium am St John’s College der Universität Cambridge auf und erwarb sich dort den Grad eines Bachelor. 1847 wurde er Hilfsprediger von Whitcombe (Dorset), 1862 Pfarrer von Winterbourne Came in der Diözese von Salisbury. Ab 1861 bezog er eine Pension aus der königlichen Zivilliste.

## Dichterisches Werk
Sein erster Gedichtband Poems of Rural Life in the Dorset Dialect erschien 1844. In den nächsten Jahrzehnten veröffentlichte eine große Anzahl von Gedichten, viele davon im Dialekt seiner Heimatgrafschaft Dorset, in denen er lebhaft das Leben der Landbevölkerung beschrieb; zu seinen Dialektdichtungen zählt auch eine Nachdichtung des Hohelied Salomos (Song of Solomon in the Dorset dialect, 1859). Seine Gedichte wurden von vielen literarischen Größen seiner Zeit wie Tennyson und Gerard Manley Hopkins geschätzt. Großen Einfluss hatte Barnes vor allem auf Thomas Hardy, der in seinen zahlreichen Romanen und Gedichten ebenfalls das Landleben der Region dokumentierte – wenn er sie statt als Dorset auch als Wessex bezeichnete.

## Philologische Arbeiten
Neben Dichtung und zahlreichen Beiträgen in Zeitungen und Zeitschriften veröffentlichte er auch eine große Zahl philologischer Arbeiten, darunter eine vergleichende Grammatik der englischen Sprache mit Beispielen aus über 60 verschiedenen Sprachen. (A philological grammar, grounded upon English and formed from a comparison of more than 60 languages etc., 1854). Er setzte sich auch vehement dafür ein, die englische Sprache von Entlehnungen aus Fremdsprachen zu „reinigen.“ So schlug er vor, das griechischstämmige photograph durch sun-print zu ersetzen, andere von ihm vorgeschlagene „sächsische“ Wortschöpfungen sind wortlore (statt botany, „Botanik“) und welkinfire (statt meteor).